# Máiréad Nesbitt
Máiréad Nesbitt (ur. 17 kwietnia 1979) – irlandzka instumentalistka, wykonująca muzykę klasyczną i celtycką. Znana głównie jako była skrzypaczka w zespole Celtic Woman.
Urodziła się w Loughmore w hrabstwie Tipperary w Irlandii. Naukę gry na skrzypcach rozpoczęła w wieku 6 lat. Uczęszczała do szkoły Urszulanek w Tipperary, a następnie do Waterford Institute of Technology, Cork School of Music, London Royal Academy i Trinity College w Dublinie.
W wieku 16 lat Nesbitt dołączyła do RTÉ Concert Orchestra, rozpoczynając swoją zawodową karierę. Jej gra została zarejestrowana na oficjalnych ścieżkach dźwiękowych pokazów Riverdance, Lord of the Dance oraz Feet of Flames. W 2004 roku, wraz z czterema wokalistkami Chloë Agnew, Orlą Fallon, Lisą Kelly i Méav Ní Mhaolchatha utworzyła zespół Celtic Woman, z którym grała do 2016 roku. W międzyczasie współpracowała też m.in. z zespołami The Dhol Foundation, Celtic Tenors i Afro Celt Sound System.
Nesbitt jest wyróżnioną solistką w ścieżce muzycznej do filmu Walta Disneya Dzwoneczek. Występowała również na Broadway w łączącym muzykę klasyczną z rockiem spektaklu Rocktopia.
Wśród osób które wpłynęły na jej styl muzyczny Máiréad Nesbitt wymienia swoją rodzinę (w której wszyscy grają na skrzypcach), Itzhaka Perlmana, Stephane Grappelli, Alison Krauss, Liz Carroll, Michaela Colemana, Andy’ego McGanna, Davida Bowie, Stinga i Björk.

## Dyskografia
Solo:
- Raining Up (2001)
- Hibernia (2016)

Z Celtic Woman:
- Celtic Woman (2005)
- Celtic Woman: A Christmas Celebration (2006)
- Celtic Woman: A New Journey (2007)
- Celtic Woman: The Greatest Journey (2008)
- Celtic Woman: Songs from the Heart (2010)
- Celtic Woman: Lullaby (2011)
- Celtic Woman: Believe (2012)
- Celtic Woman: Home for Christmas (2012)
- Celtic Woman: Emerald - Musical Gems (2014)
- Celtic Woman: Destiny (2015)
- Celtic Woman: The Best of Christmas (2017)

Z The Dhol Foundation:
- Drum-Believable (2005)

Inne:
- Lord of the Dance (1997)
- Feet of Flames (1999)
- Dzwoneczek (soundtrack, 2008)
- Dzwoneczek i zaginiony skarb (soundtrack, 2010)
- Devil's Bit Sessions (2017)
- Rocktopia (2018)